# Олівер Біргофф
Олівер Біргофф (нім. Oliver Bierhoff, нар. 1 травня 1968, Карлсруе) — німецький футболіст, нападник, успішний форвард національної збірної Німеччини, автор «золотого голу» на 95-й хвилині фіналу чемпіонату Європи 1996 на Вемблі. По завершенні ігрової кар'єри — спортивний функціонер.

## Клубна кар'єра
Народився 1 травня 1968 року в місті Карлсруе. Вихованець футбольної школи клубу «Шварц-Вайсс Ессен».
У дорослому футболі дебютував 1986 року виступами за команду клубу «Баєр Юрдінген», в якій провів два сезони, взявши участь у 31 матчі чемпіонату.
З 1988 по 1991 рік грав у складі «Гамбурга», «Боруссії» (Менхенгладбах) та «Аустрії» (Зальцбург). В австрійському клубі Біргофф в перший же сезон встановив клубний рекорд результативності, забивши 23 голи. та «Інтернаціонале».
Своєю грою за зальцбурзьку команду привернув увагу представників тренерського штабу клубу «Інтернаціонале», до складу якого приєднався 1991 року, проте відразу ж був відданий в оренди до «Асколі». Відіграв за команду з Асколі-Пічено наступні чотири сезони своєї ігрової кар'єри. Більшість часу, проведеного у складі «Асколі», був основним гравцем атакувальної ланки команди і одним з головних бомбардирів команди, маючи середню результативність на рівні 0,41 голу за гру першості.
Протягом 1995–1998 років захищав кольори «Удінезе», у складі якого з 27 м'ячами став найкращим бомбардиром серії А в сезоні 1997-98 років.
1998 року уклав контракт з «Міланом», у складі якого провів наступні три роки своєї кар'єри гравця. Граючи у складі «Мілана» також здебільшого виходив на поле в основному складі команди. В новому клубі був серед найкращих голеодорів, відзначаючись забитим голом в середньому щонайменше у кожній третій грі чемпіонату. За цей час виборов титул чемпіона Італії. .
Протягом сезону 2001-02 років захищав кольори«Монако».
Завершив професійну ігрову кар'єру у клубі «К'єво», за яке виступав протягом сезону 2002-03 років.

## Виступи за збірну
21 лютого 1996 року дебютував в офіційних матчах у складі національної збірної Німеччини в товариській грі проти збірної Португалії, яка завершилася перемогою бундестіма з рахунком 2-1.
У складі збірної був учасником чемпіонату Європи 1996 року в Англії, здобувши того року титул континентального чемпіона, чемпіонату світу 1998 року у Франції, чемпіонату Європи 2000 року у Бельгії та Нідерландах і чемпіонату світу 2002 року в Японії і Південній Кореї, де разом з командою здобув «срібло».
Біргофф забив Золотий гол у фіналі чемпіонату Європи 1996 проти збірної Чехії. Цей гол зробив збірну Німеччини чемпіоном Європи. На чемпіонаті Європи 2000 року Олівер Біргофф був капітаном німецької збірної.
Всього протягом кар'єри у національній команді, яка тривала 7 років, провів у формі головної команди країни 70 матчів, забивши 37 голів.

## Статистика виступів

### Статистика клубних виступів

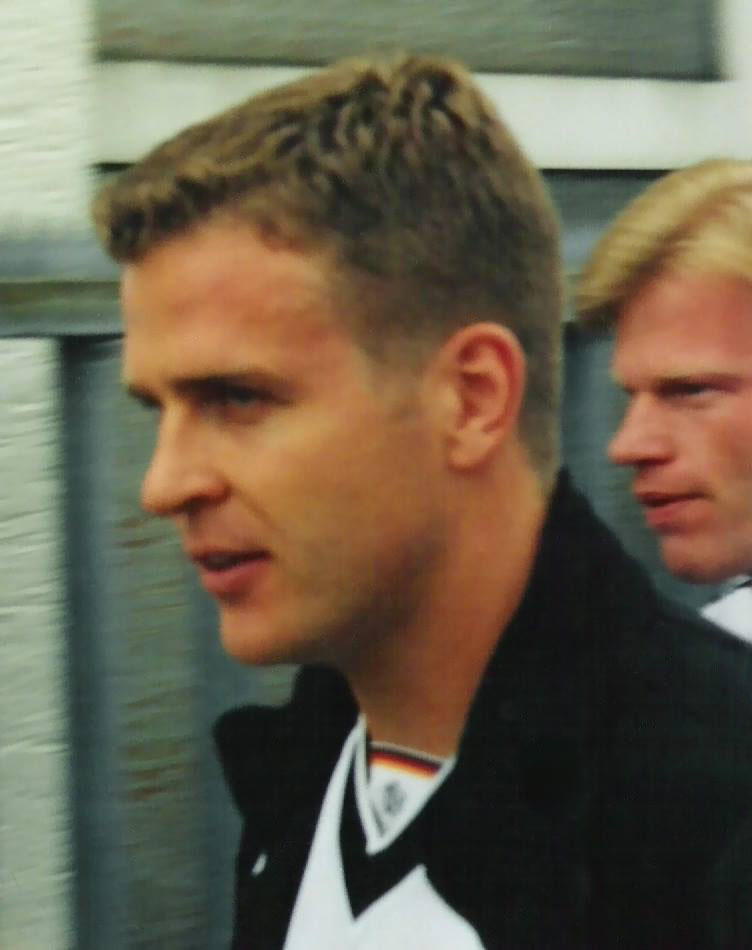
Олівер Біргофф у складі національної збірної Німеччини. 1999 рік

| Сезон                     | Команда                   | Чемпіонат                 | Чемпіонат | Чемпіонат | Національні кубки | Національні кубки | Національні кубки | Континентальні кубки | Континентальні кубки | Континентальні кубки | Усього | Усього |
| Сезон                     | Команда                   | Ліга                      | Ігор      | Голів     | Ліга              | Ігор              | Голів             | Ліга                 | Ігор                 | Голів                | Ігор   | Голів  |
| ------------------------- | ------------------------- | ------------------------- | --------- | --------- | ----------------- | ----------------- | ----------------- | -------------------- | -------------------- | -------------------- | ------ | ------ |
| 1986-87                   | «Баєр Юрдінген»           | БЛ                        | 19        | 3         |                   | —                 | —                 |                      | —                    | —                    | 19     | 3      |
| 1987-88                   | «Баєр Юрдінген»           | БЛ                        | 12        | 1         |                   | —                 | —                 |                      | —                    | —                    | 12     | 1      |
| Усього за «Баєр Юрдінген» | Усього за «Баєр Юрдінген» | Усього за «Баєр Юрдінген» | 31        | 4         |                   |                   |                   |                      |                      |                      | 31     | 4      |
| 1988-89                   | «Гамбург»                 | БЛ                        | 24        | 6         |                   | —                 | —                 |                      | —                    | —                    | 24     | 6      |
| 1989-90                   | «Гамбург»                 | БЛ                        | 10        | 0         |                   | —                 | —                 |                      | —                    | —                    | 10     | 0      |
| Усього за «Гамбург»       | Усього за «Гамбург»       | Усього за «Гамбург»       | 34        | 6         |                   |                   |                   |                      |                      |                      | 34     | 6      |
| 1989-90                   | «Боруссія» М              | БЛ                        | 8         | 0         |                   | —                 | —                 |                      | —                    | —                    | 8      | 0      |
| 1990-91                   | «Аустрія» З               | БЛ                        | 33        | 23        |                   | —                 | —                 |                      | —                    | —                    | 33     | 23     |
| 1991-92                   | «Асколі»                  | A                         | 17        | 2         |                   | —                 | —                 |                      | —                    | —                    | 17     | 2      |
| 1992-93                   | «Асколі»                  | B                         | 35        | 20        |                   | —                 | —                 |                      | —                    | —                    | 35     | 20     |
| 1993-94                   | «Асколі»                  | B                         | 31        | 17        |                   | —                 | —                 |                      | —                    | —                    | 32     | 17     |
| 1994-95                   | «Асколі»                  | B                         | 33        | 9         |                   | —                 | —                 |                      | —                    | —                    | 33     | 9      |
| Усього за «Асколі»        | Усього за «Асколі»        | Усього за «Асколі»        | 117       | 48        |                   |                   |                   |                      |                      |                      | 117    | 48     |
| 1995-96                   | «Удінезе»                 | A                         | 31        | 17        | КІ                | 1                 | 1                 |                      | —                    | —                    | 32     | 18     |
| 1996-97                   | «Удінезе»                 | A                         | 23        | 13        |                   | —                 | —                 |                      | —                    | —                    | 23     | 13     |
| 1997-98                   | «Удінезе»                 | A                         | 32        | 27        |                   | —                 | —                 |                      | —                    | —                    | 32     | 27     |
| Усього за «Удінезе»       | Усього за «Удінезе»       | Усього за «Удінезе»       | 86        | 57        |                   | 1                 | 1                 |                      |                      |                      | 87     | 58     |
| 1998-99                   | «Мілан»                   | A                         | 34        | 19        | КІ                | 3                 | 2                 |                      | —                    | —                    | 37     | 21     |
| 1999-00                   | «Мілан»                   | A                         | 30        | 11        | КІ                | 3                 | 1                 | ЛЧ                   | 6                    | 2                    | 40     | 14     |
| 1999-00                   | «Мілан»                   | A                         | 30        | 11        | СІ                | 1                 | 0                 | ЛЧ                   | 6                    | 2                    | 40     | 14     |
| 2000-01                   | «Мілан»                   | A                         | 27        | 6         | КІ                | 5                 | 1                 | ЛЧ                   | 10                   | 2                    | 42     | 9      |
| Усього за «Мілан»         | Усього за «Мілан»         | Усього за «Мілан»         | 91        | 36        |                   | 12                | 4                 |                      | 16                   | 4                    | 119    | 45     |
| 2001-02                   | «Монако»                  | Л1                        | 18        | 4         |                   | —                 | —                 |                      | —                    | —                    | 18     | 4      |
| 2002-03                   | «К'єво»                   | A                         | 26        | 7         |                   | —                 | —                 | КУ                   | 2                    | 0                    | 28     | 7      |
| Усього за кар'єру         | Усього за кар'єру         | Усього за кар'єру         | 444       | 185       |                   | 13                | 5                 |                      | 18                   | 4                    | 475    | 195    |

### Статистика виступів за збірну
Зазначені лише ті матчі, в яких Олівер Біргофф відзначався голом
| Дата       | Місто              | Господарі | Результат | Гості             | Турнір               | Голи | Примітки   |
| ---------- | ------------------ | --------- | --------- | ----------------- | -------------------- | ---- | ---------- |
| 27/03/1996 | Монако             | Німеччина | 2 – 0     | Данія             | товариський матч     | 2    |            |
| 04/06/1996 | Мангейм            | Німеччина | 9 – 1     | Ліхтенштейн       | товариський матч     | 1    |            |
| 30/06/1996 | Лондон             | Чехія     | 1 – 2     | Німеччина         | ЧЄ 1996 - Фінал      | 2    | 3-ій титул |
| 04/09/1996 | Забже              | Польща    | 0 – 2     | Німеччина         | товариський матч     | 1    |            |
| 30/04/1997 | Бремен             | Німеччина | 2 – 0     | Україна           | Відбір до ЧС 1998    | 1    |            |
| 20/08/1997 | Белфаст            | Німеччина | 3 – 1     | Північна Ірландія | Відбір до ЧС 1998    | 3    |            |
| 11/10/1997 | Ганновер           | Німеччина | 4 – 3     | Албанія           | Відбір до ЧС 1998    | 2    |            |
| 15/11/1997 | Дюссельдорф        | Німеччина | 3 – 0     | ПАР               | товариський матч     | 1    |            |
| 30/05/1998 | Франкфурт-на-Майні | Німеччина | 3 – 1     | Колумбія          | товариський матч     | 2    |            |
| 05/06/1998 | Мангейм            | Німеччина | 7 – 0     | Люксембург        | товариський матч     | 2    |            |
| 21/06/1998 | Ланс               | Німеччина | 2 – 2     | Югославія         | ЧС 1998 - 1-ий раунд | 1    |            |
| 25/06/1998 | Монпельє           | Німеччина | 2 – 0     | Іран              | ЧС 1998 - 1-ий раунд | 1    |            |
| 14/10/1998 | Кишинів            | Молдова   | 1 – 3     | Німеччина         | Відбір до ЧЄ 2000    | 1    |            |
| 04/06/1999 | Леверкузен         | Німеччина | 6 – 1     | Молдова           | Відбір до ЧЄ 2000    | 3    |            |
| 04/09/1999 | Гельсінкі          | Фінляндія | 1 – 2     | Німеччина         | Відбір до ЧЄ 2000    | 2    |            |
| 08/09/1999 | Дортмунд           | Німеччина | 4 – 0     | Північна Ірландія | Відбір до ЧЄ 2000    | 1    |            |
| 03/06/2000 | Нюрнберг           | Німеччина | 3 – 2     | Чехія             | товариський матч     | 2    |            |
| 07/06/2000 | Фрайбург           | Німеччина | 8 – 2     | Ліхтенштейн       | товариський матч     | 1    |            |
| 15/08/2001 | Будапешт           | Угорщина  | 2 – 5     | Німеччина         | товариський матч     | 1    |            |
| 13/02/2002 | Кайзерслаутерн     | Німеччина | 7 – 1     | Ізраїль           | товариський матч     | 1    |            |
| 27/02/2002 | Росток             | Німеччина | 4 – 2     | США               | товариський матч     | 1    |            |
| 09/05/2002 | Фрайбург           | Німеччина | 7 – 0     | Кувейт            | товариський матч     | 3    |            |
| 01/06/2002 | Фрайбург           | Німеччина | 8 – 0     | Саудівська Аравія | ЧС 2002 - 1-ий раунд | 1    |            |
| Усього     |                    | Матчів    | 70        |                   | Голів (8 місце)      | 37   |            |

## Титули і досягнення

### Командні
- Чемпіон Італії (1):

«Мілан»: 1998-99
- Чемпіон Європи (1):

Німеччина: 1996
- Віце-чемпіон світу (1):

Німеччина: 2002

### Особисті
- Найкращий бомбардир Серії В: 1992-93 (20 голів)
- Найкращий бомбардир Серії A: 1997-98 (27 голів)
- Футболіст року в Німеччині: 1998